# Sultan Ahmedova džamija
Sultan Ahmedova džamija (tur. Sultan Ahmet Camii) je džamija koja se nalazi u Istanbulu u Turskoj. Često se naziva još i Ahmedija ili Plava džamija. Taj naziv je dobila zbog 20 000 plavih pločica koje prekrivaju unutrašnjost kupole.
Sagrađena je u periodu između 1609. i 1616. godine, za vreme vladavine sultana Ahmeda I. Poput ostalih džamija, sadrži grobnicu osnivača, medresu i predvorje. Ahmedija je danas jedna od glavnih turističkih atrakcija u Istanbulu.

## Istorija
Nakon potpisanog mira u Zitvatoroku koji je okončao rat Osmanlija protiv Persije, sultan Ahmed I je odlučio napraviti veliku džamiju u Istanbulu kako bi udobrovoljio Alahu. Bila je to prva velika džamija nakon 40 godina. Za razliku od prethodnih džamija koje su Ahmedovi prethodnici plaćali ratnim plenom, Ahmed je zbog ratnih gubitaka bio prinuđen da iskoristi novac iz svog trezora. Ovo je izazvalo bes obrazovanih službenika.
Džamija se počela graditi na prestižnom mestu nekadašnje Konstantinove palate gledajući na Aja Sofiju (tada najposećenija džamija u Istanbulu) i Hipodrom. Veliki deo južne strane džamije se nastavlja na temelje i svodove podruma Konstantinove palate. Nekoliko palata, koje su već postojale na tom mestu, moralo je biti kupljeno (po velikoj ceni) i srušeno (poput palate Mehmed-paše Sokolovića).
Gradnja je započeta u avgustu 1609. godine postavljanjem temelja od strane samog sultana. On je za gradnju zadužio svog kraljevskog arhitektu Sedefhar Mehmed-agu, koji je bio učenik i glavni asistent slavnog Sinana. Organizacija izgradnje je detaljno opisana u osam knjiga koje se danas nalaze u muzeju Topkapi Palate. Džamija je svečano otvorena 1617. godine (iako su vrata bila otvorena još od 1616) molitvom sultana u državnoj loži (hünkâr mahfil). No, poslednji radovi na džamiji su dovršeni tek za vreme vladavine Ahmedovog naslednika, Mustafe I.

## Odlike
Nacrt džamije se temelji na dvostoletnoj arhitektonskoj tradiciji osmanskih džamija i vizantijskih crkvi. Ona spaja vizantijske elemente obližnje Aja Sofije sa tradicionalnom islamskom arhitekturom i smatra se najvećom džamijom klasičnog perioda Osmanskog carstva (1437 — 1703). Arhitekta Mehmed-aga je uspeo spojiti ideje svog učitelja Sinana u neviđenu veličinu i sjaj. Ali ipak, u unutrašnjosti nedostaju njegove kreativnosti.
Plan džamije je nepravilan jer je arhitekta morao uklopiti neravno tlo na lokaciji. Plan džamije je temeljen na Prinčevoj džamiji (1543—1548), prvom važnom delu arhitekte Sinana, koja je imala isti kvadratan plan i veliko dvorište. Ovaj hram je nadsvođen sistemom brojnih kupola i polukupola (od kojih svaku podupiru po tri eskedre), a završava se velikom kupolom koja ima prečnik 23.5 metara i visinu od 43 metara. Kupole podupiru golemi stubovi poput onih na Selimiji u Jedirnu. Glavna fasada je gledana na hipodrom. Mehmed Aga je bio veoma oprezan i dao ih je sagraditi izrazito masivnima, pa su ih podrugljivo prozvali „slonova stopala". Ipak, uopšten utisak džamije na posmatrači je snažan u harmoniji stepenovanja kupola koje vode prema glavnoj središnjoj kupoli.
Fasada prostranog unutrašnjeg dvorišta je urađena poput onoga u Sulejmaniji, osim dodataka minareta na uglovima ugaonih kupola. Dvorište je veliko poput same džamije i okruženo je kolonadom nadsvođenih arkada. Samo monumentalni uski portal dvorišta preseca kolonadu arkada. U sredini joj se nalazi šestostrana fontana koja izgleda malena prema veličini dvorišta, a njena kupola ima stalaktitnu konstrukciju iznad koje je mala rebrasta kupola na visokom tamburu.
Iznad vrata na zapadnom ulazu se nalazi teški metalni lanac koji je tu stajao kako bi sultan (koji je jedini smeo tu ući jašući na konju) morao sagnuti glavu pri ulasku. Ovaj simbolični lanac je osiguravao poniznost vladara u božijoj blizini.
Donji delovi unutrašnjih zidova i stubova ukrašeni su sa preko 20,000 ručno izrađenih keramičkih pločica sa preko 50 raznih oblika tulipana (izrađenih u Izniku (drevna Nikeja). Dok su pločice donjeg nivoa tradicionalnije u dizajnu, one na gornjim galerijama su plamteće u prikazu cveća, voća i čempresa. Izrađene su pod budnim okom lončarskog majstora Kašidži Hasana i Mustafe Mersin Efendije iz Avanosa (Kapadokija). No, kako je cenu pločica sultan unapred dogovorio i nije se smela menjati, ni kada im je tržišna vrednost porasla, one kasnije postavljene su slabijeg kvaliteta. Boje su im izbledile ili se promenile (crvena u rđavu, a zelena u tamno plavu), a glazura im je izgubila sjaj. Keramika na zadnjem balkonu je od recikliranih pločica sa palate Topkapi, koja je bila oštećena u požaru 1574. godine.
Više od 200 vitraža zanimljivog dizajna propuštaju prirodno svetlo koje se spaja sa svetlošću sa lustera u obliku nojevih jaja (zbog verovanja kako ovaj oblik onemogućava pojavu paučine).. Ukrasi su uglavnom stihovi iz Kurana,  većinom delo slikara Gubarija, kojeg su smatrali najvećim kaligrafom svog vremena. Podovi su prekriveni tepisima koje vernici sami menjaju ako dotraju i izgube sjaj. Podovi središnje galerije su ukrašeni bogatim inkrustacijama. Središnja kupola ima 28 prozora (od kojih su 4 slepa), a svaka polukupola ima 14, dok eksedra ima 5.
Mihrab je vešto isklesan od najboljeg marora sa stalatitnim nišama i dvostrukom pločom sa natpisima iznad. Sa desne strane se nalazi bogato ukrašena “propovedaonica” (minber), odakle Imam vodi molitvu svako podne, petkom i na blagdane. On se nalazi na takvom mestu da se može čuti i kada je džamija najpunija.
Kraljevski kiosk se nalazi u jugoistočnom uglu, a sastoji se od platforme, lože i dve manje sobe za odmor koje su povezane s kraljevskom ložom (hünkâr mahfil) na gornjoj galeriji. Ona je postala sedište velikog vezira za vrijeme pobune Janjičara 1826. godine. Ova loža nosi 10 stubova i ima svoj osobni mihrab koji je ukrašen ružama od ćilibara i zlata te sa stotinu pozlaćenih stihova iz Kurana
Na velikim zidnim pločama Ametli Kasim Gubarim, slavni kaligraf iz 17. veka, je napisao imena halifa i stihove iz Kurana, ali su danas zamenjeni čestim restauracijama.

## Galerija
- Pogled na kupole iz dvorišta
- Ahmedija noću
- Pogled sa Sultanahmedovog trga
- Ahmedija pod reflektorima
- Arkade unutrašnjeg dvorišta i fontana
- Unutrašnjost džamije
- Molitveni deo
- Intarzije na mramoru galerije
- Kratki video
- Džamija sultana Ahmeda iz parka

## Spoljašnje veze
- Virtualni obilazak Plave džamije
- Plava džamija na islamonline.net
- Plava džamija Архивирано на веб-сајту  (19. септембар 2008)